# Oxapampamyrpitta
Oxapampamyrpitta (Grallaria centralis) är en nyligen beskriven fågelart i familjen myrpittor inom ordningen tättingar.

## Utseende och läte
Oxampampamyrpitta är en medelstor myrpitta, likt andra i familjen en knubbig och kortstjärtad fågel med långa ben. Fjäderdräkten är mestadels kastanjebrun med en ljus fläck på buken. Den saknar en tydlig ring kring ögat och grått i hjässan, vilket skiljer den från andra myrpittor i dess utbredningsområde. Sången består av en enkel vissling som upprepas var fjärde till femte sekund. Även en snabb och fallande serie kan höras.

## Utbredning och systematik
Arten förekommer i Sydamerika, i östcentrala Peru i Huánuco söder om Río Huallaga genom Pasco till Junín väster om Río Ene och norr om Río Mantaro. Den behandlas traditionellt som en del av Grallaria rufula, men beskrevs 2020 som eget taxon och egetn artbaserat på studier.

## Levnadssätt
Oxapampamyrpitta bebor högt belägna molnskogar. Den håller sig vanligen lågt inne i snårig vegetation och är därför svår att få syn på.

## Status
IUCN erkänner den ännu inte som art, varför dess hotstatus formellt inte fastställts.